# Fable II
Fable II je akční RPG hra z roku 2008, kterou vyvinula společnost Lionhead Studios a vydala společnost Microsoft Game Studios pro Xbox 360. Hra je druhým dílem herní série Fable a pokračováním hry Fable z roku 2004.

## Synopse
Příběh se odehrává ve fiktivní zemi Albion, 500 let po první hře. Hráči se ujímají role mladého hrdiny, který je předurčen k tomu, aby zabránil bývalému vládci, který zešílel, ve zničení světa.

## Hratelnost
Ve hře se objevilo několik významných herců, kteří ztvárnili hlavní postavy hry, včetně Zoë Wanamakerové, Rona Glasse a Stephena Frye. Prostředí hry si bere inspiraci z historické pozdně koloniální éry, pokud jde o architekturu, společenské kvality a základní střelné zbraně, jako jsou křesadlové pistole.
Hra oproti svému předchůdci přinesla několik vylepšení, aktualizovala stávající hratelnost a nabídla větší lokace k prozkoumání. Vedle hlavního příběhu se hráči mohou zapojit do několika vedlejších a opakovatelných úkolů, aby získali peníze a odměny, vybudovali si majetkové impérium a přizpůsobili si svou postavu pomocí různých kusů oblečení, účesů, tetování a make-upu. Hráči se také mohou rozhodovat o tom, jak budou jednat, což ovlivní morálku a vzhled jejich postav. Mezi novinky ve hře patřila možnost vybrat si mezi hrou za mužskou a ženskou postavu, systém rychlého cestování a psí společník, který dokáže odhalit poklady a upozornit hráče na blízké nepřátele.

## Vydání
Hra Fable II byla vydána v říjnu 2008 a sklidila uznání kritiky, přičemž mnozí z nich zdůrazňovali její návaznost na původní hru a zároveň chválili změny, které nově definovaly herní systém.
Hra později obdržela dva stahovatelné balíčky obsahu, které představily nové lokace, předměty a úkoly.
Hra byla označována za jednu z nejlepších videoher všech dob a zaznamenala komerční úspěch. Po vydání se stala nejprodávanějším titulem na Xbox 360.

### Pokračování
V roce 2010 bylo vydáno pokračování s názvem Fable III.